# Ptyodactylus ananjevae
Ptyodactylus ananjevae (віялопалий гекон Ананьєвої) — вид геконоподібних ящірок родини Phyllodactylidae. Ендемік Йорданії. Вид названий на честь російської герпетологині Наталії Ананьєвої.

## Опис
Довжина Ptyodactylus ananjevae (без врахування хвоста) становить 8 см, довжина хвоста приблизно дорівнює довжині решти тіла.

## Поширення і екологія
Віялопалі гекони Ананьєвої відомі з типової місцевості, розташованої на півдні Йорданії.